# Gabriela Morawska-Stanecka
Gabriela Anna Morawska-Stanecka z domu Kubala, primo voto Bałdys, secundo voto Morawska (ur. 17 marca 1968 w Szczyrku) – polska prawniczka i polityczka, senator X i XI kadencji (od 2019), wicemarszałek Senatu X kadencji (2019–2023).

## Życiorys

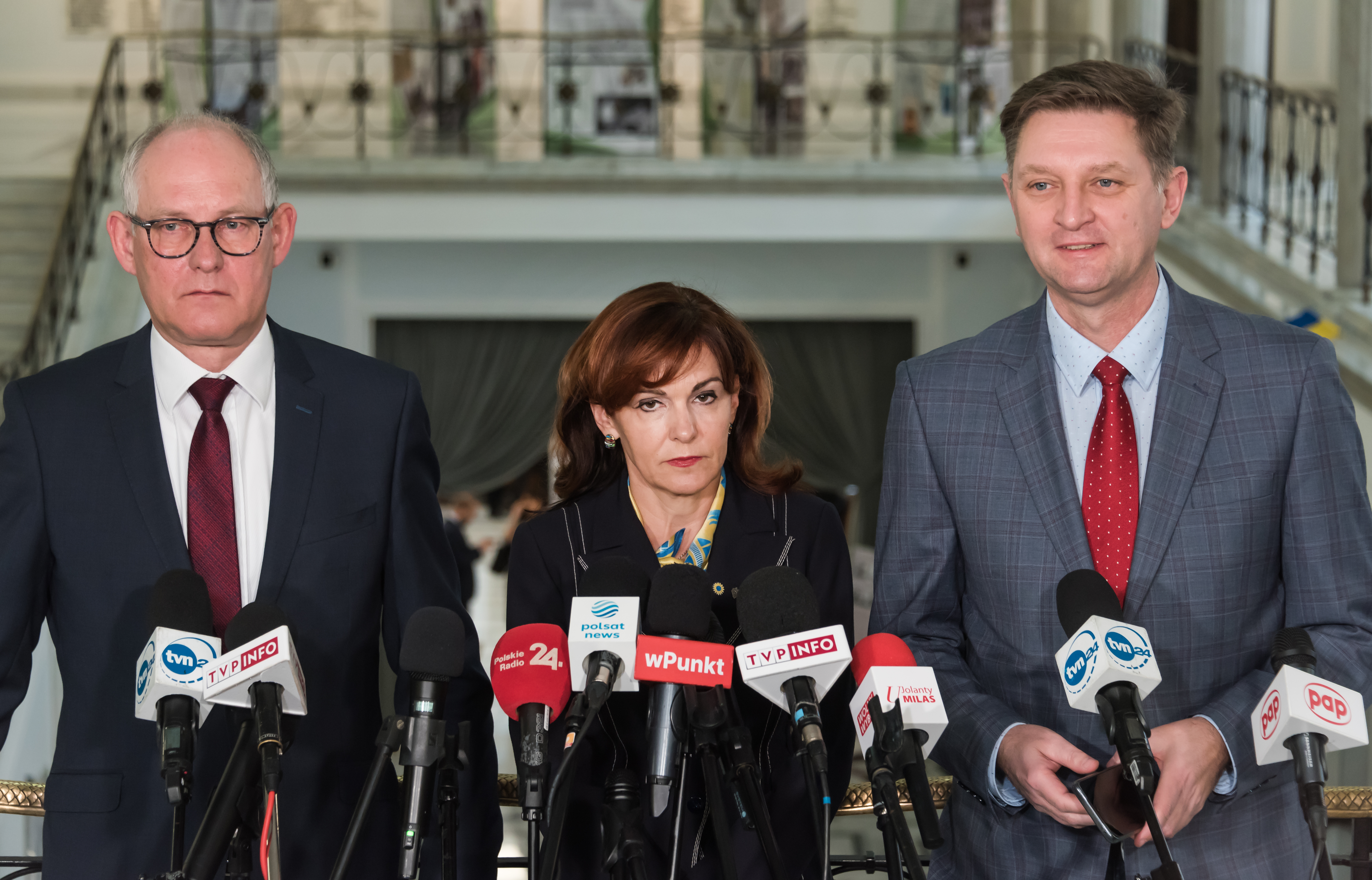
Gabriela Morawska-Stanecka (w środku) z Andrzejem Rozenkiem i Robertem Kwiatkowskim podczas konferencji prasowej KP PPS w Sejmie (2022)

W 1991 została absolwentką Wydziału Prawa i Administracji Uniwersytetu Jagiellońskiego w Krakowie. Następnie zdała egzamin sędziowski oraz radcowski. W latach 1993–1998 wykonywała zawód radcy prawnego w ramach spółki cywilnej, następnie do 2007 pracowała jako notariusz. W latach 1994–2006 brała udział w procesach restrukturyzacji przemysłu ciężkiego. Od 2009 do 2010 zasiadała w radzie nadzorczej Południowego Koncernu Energetycznego. W 2007 podjęła praktykę w zawodzie adwokata, w latach 2009–2018 była partnerem w kancelarii adwokackiej w Katowicach, od 2017 do 2019 prowadziła też kancelarię prawa medycznego w tym mieście. Została członkinią Stowarzyszenia Kongres Kobiet i pełnomocniczką Kongresu Kobiet w Katowicach.
W 2019 współtworzyła partię Wiosna, obejmując funkcję wiceprezesa do spraw prawnych. W wyborach parlamentarnych w tym samym roku była kandydatką Sojuszu Lewicy Demokratycznej do Senatu w okręgu nr 75 (obejmującym Tychy, Mysłowice oraz powiat bieruńsko-lędziński). Początkowo miała kandydować w okręgu nr 77; ostatecznie kandydatką w tym okręgu, w ramach porozumienia partii opozycyjnych, została Joanna Sekuła z Koalicji Obywatelskiej. Gabriela Morawska-Stanecka uzyskała mandat senatora X kadencji, wygrywając z ubiegającym się o reelekcję Czesławem Ryszką z PiS. Otrzymała 64 172 głosy (tj. 50,93% głosów). 12 listopada 2019 została wicemarszałkiem Senatu. W czerwcu 2021, po rozwiązaniu Wiosny, została przedstawicielką Nowej Lewicy. W grudniu 2021 wystąpiła z tej partii i odeszła z klubu parlamentarnego Lewicy, współtworząc (jako bezpartyjna) koło parlamentarne Polskiej Partii Socjalistycznej (w lutym 2023 przekształcone w Koło Parlamentarne Lewicy Demokratycznej). W 2022 współtworzyła Stowarzyszenie Lewicy Demokratycznej. W sierpniu 2023 dołączyła do klubu parlamentarnego Koalicji Obywatelskiej.
W wyborach parlamentarnych w 2023 jako kandydatka KO z powodzeniem ubiegała się o senacką reelekcję w okręgu nr 74, otrzymując 100 480 głosów. W 2024 wstąpiła do Platformy Obywatelskiej.

## Wyniki w wyborach ogólnopolskich
| Wybory | Komitet wyborczy | Komitet wyborczy             | Organ             | Okręg | Wynik            |
| ------ | ---------------- | ---------------------------- | ----------------- | ----- | ---------------- |
| 2019   |                  | Sojusz Lewicy Demokratycznej | Senat X kadencji  | nr 75 | 64 172 (50,93%)  |
| 2023   |                  | Koalicja Obywatelska         | Senat XI kadencji | nr 74 | 100 480 (47,75%) |

## Życie prywatne
Córka Teofila i Danuty. Mężatka, ma dwie córki. Zamieszkała we wsi Gostyń w województwie śląskim.
W 2020 ujawniła, że przeszła operację usunięcia obu piersi.